# Radio City
Radio City — второй студийный альбом американской рок-группы Big Star, вышедший в 1974 году.

## Об альбоме
Диск был записан на Ardent Records в Мемфисе. Не получивший коммерческого успеха в своё время, сейчас «Radio City» считается вехой в становлении пауэр-попа. Получивший высокую оценку от критиков, альбом продавался плохо, по причине слабой раскрутки и проблем у группы со звукозаписывающим лейблом. В альбом попали самые известные песни группы — «September Gurls» и «Back of a Car».
В 2003 году альбом попал на 403 место в списке 500 величайших альбомов всех времён журнала Rolling Stone. Песня «September Gurls» попала на 178 место в списке 500 величайших песен всех времён того же журнала.

## Список композиций
1. «O My Soul» — 5:40
2. «Life is White» — 3:19
3. «Way Out West» — 2:50
4. «What’s Going Ahn» — 2:40
5. «You Get What You Deserve» — 3:08
6. «Mod Lang» — 2:45
7. «Back of a Car» — 2:46
8. «Daisy Glaze» — 3:49
9. «She’s a Mover» — 3:12
10. «September Gurls» — 2:49
11. «Morpha Too» — 1:27
12. «I’m in Love with a Girl» — 1:48